# روك ستيدي ستوديوز
روك ستيدي ستوديوز (بالإنجليزية: Rocksteady Studios)‏ هو أستوديو بريطاني مطور لألعاب الفيديو، مقره لندن، تأسس سنة 2004 من أشهر ألعابه باتمان: مصحة أركام وباتمان: مدينة أركام. تم الاستحواذ على الاستوديو من قبل شركة تيم وارنر في 2010 .
نظراً للنجاح الباهر للعبته باتمان: مصحة أركام (و التي حصلت على جائزة أفضل لعبة في عام 2009) حصل الاستوديو على جائزة «استوديو العام» وذلك في عام 2009.

## الألعاب
| العنوان                               | تاريخ الإصدار | تاريخ الإصدار | تاريخ الإصدار | تاريخ الإصدار   | الأجهزة                                             |
| العنوان                               | أستراليا      | أوروبا        | اليابان       | أمريكا الشمالية | الأجهزة                                             |
| ------------------------------------- | ------------- | ------------- | ------------- | --------------- | --------------------------------------------------- |
| أوربان كي أس: ريوت ريسبونس            | —             | 2006-05-19    | —             | 2006-06-15      | بلاي ستيشن 2، إكس بوكس                              |
| باتمان: مصحة أركام                    | 2009-08-28    | 2009-08-28    | 2010-01-14    | 2009-08-25      | ميكروسوفت ويندوز، بلاي ستيشن 3، إكس بوكس 360        |
| باتمان: مصحة أركام - إصدار لعبة العام | 2010-03-26    | 2010-03-26    | 2010-03-26    | 2010-05-11      | ميكروسوفت ويندوز، بلاي ستيشن 3، إكس بوكس 360        |
| باتمان: مدينة أركام                   | 2011-10-19    | 2011-10-21    | 2011-10-21    | 2011-10-18      | ميكروسوفت ويندوز، بلاي ستيشن 3، إكس بوكس 360، وي يو |